# L'ora più buia
L'ora più buia (Darkest Hour) è un film del 2017 diretto da Joe Wright.
La pellicola segue le vicende del Primo ministro britannico Winston Churchill, interpretato da Gary Oldman, nei primi mesi della seconda guerra mondiale. Per il ruolo, Oldman si è aggiudicato svariati premi, tra i quali l'Oscar al miglior attore.

## Trama
Regno Unito, 1940. Il Partito Laburista all'opposizione chiede le dimissioni del Primo Ministro inglese Neville Chamberlain, in quanto troppo debole per sostenere il conflitto contro la Germania nazista. Quella sera, Chamberlain e alcuni membri del Partito Conservatore designano Winston Churchill come sostituto, sebbene quest'ultimo sia disprezzato da tutti per via di alcune condotte militari disastrose. Churchill, il giorno in cui deve far visita al Re Giorgio VI, assume la signorina Elizabeth Layton come sua segretaria. Quello stesso giorno, l'esercito tedesco invade il Belgio e l'Olanda.
Churchill, per volere del partito, inserisce nel suo gabinetto di guerra Edward Wood, I conte di Halifax, il quale ritiene che l'unica soluzione sia stipulare un trattato di pace con Hitler per favorire il Regno Unito, ma il Primo Ministro rifiuta categoricamente. Il primo discorso di Churchill in Parlamento suscita qualche perplessità, poiché il Primo Ministro promette "Sangue, fatica, lacrime e sudore". Halifax e Chamberlain pianificano un voto di sfiducia per costringerlo a rassegnare le dimissioni e mettere Halifax al suo posto.
Churchill fa visita al Presidente del Consiglio francese, Paul Reynaud, che pensa che Churchill sia un illuso per non aver ammesso che gli alleati stanno perdendo la battaglia di Francia, mentre lui si infuria perché i francesi non hanno un piano per contrattaccare. Churchill si attira la rabbia dal suo gabinetto e dai consiglieri per aver pronunciato un discorso radiofonico in cui lascia intendere che - dal momento che una colonna di rifugiati è pesantemente bombardata - gli alleati stiano avanzando in Francia, guadagnandosi un rimprovero dal re. Halifax e Chamberlain continuano a spingere per venire a patti con la Germania.
Intanto, oltre 400.000 uomini sono intrappolati a Dunkerque, perciò Churchill pianifica l'operazione Dynamo per andare a riprenderli, mobilitando le imbarcazioni civili per recuperarne il più possibile. La disfatta in Francia fa sì che il Gabinetto di Guerra sostenga i negoziati con la Germania. Sotto forti pressioni, Churchill accetta di prendere in considerazione una pace negoziata. Giorgio VI fa visita inaspettatamente a Churchill e spiega che è arrivato a sostenerlo pienamente e lo incoraggia a continuare la guerra. Ancora incerto, Churchill prende impulsivamente la metropolitana di Londra (per la prima volta nella sua vita) chiedendo ai passeggeri la loro opinione: i civili vogliono continuare a combattere.
Churchill si incontra quindi con alcuni membri del Parlamento e riceve il loro sostegno. Mentre Churchill si prepara al discorso alla Camera dei Comuni, Halifax chiede a Chamberlain di continuare col loro piano di dimissioni, ma Chamberlain decide di aspettare. Col suo discorso, Churchill proclama che il Regno Unito non si arrenderà mai, con un clamoroso sostegno dell'opposizione. Infine, anche i Conservatori approvano le sue scelte e Churchill, uscendo dalla Camera, viene applaudito da tutti.

## Produzione
Il 5 febbraio 2015 la Universal annuncia di aver acquistato la sceneggiatura di Anthony McCarten riguardante le vicende di Winston Churchill agli inizi della seconda guerra mondiale. Nel marzo 2016 Joe Wright viene scelto come regista e nell'aprile successivo Gary Oldman viene scelto per interpretare il protagonista. Inizialmente per il ruolo di Neville Chamberlain era stato scelto l'attore John Hurt, ma, a causa delle cure per il tumore al pancreas che non gli permettevano di recitare, venne sostituito da Ronald Pickup; Hurt morirà poi nel gennaio 2017. Nel cast sono presenti anche Lily James e Kristin Scott Thomas.

### Riprese
Le riprese del film iniziano il 3 novembre 2016. Per interpretare Churchill, Gary Oldman ha passato più di duecento ore al trucco nel corso di tutte le riprese, e fumato oltre 400 sigari (per un valore di circa 20000 $).
Il budget del film è stato di 30 milioni di dollari.

## Promozione
Il primo trailer viene diffuso il 13 luglio 2017.

## Distribuzione
Il film è stato presentato al Telluride Film Festival il 1º settembre 2017, e successivamente al Toronto International Film Festival.
La pellicola è distribuita nelle sale cinematografiche statunitensi a partire dal 22 novembre 2017, in quelle britanniche dal 12 gennaio 2018, ed in quelle italiane dal 18 gennaio seguente.

### Versione italiana
La direzione del doppiaggio e i dialoghi italiani sono a cura di Alessandro Rossi, per conto della Laser Digital Film.

## Accoglienza

### Incassi
Nel primo fine settimana di programmazione in Italia, il film incassa 993242 €, arrivando poi a 1740215 € nei primi quattordici giorni.
In tutto il mondo il film ha incassato oltre 150 milioni di dollari.

### Critica
Sull'aggregatore Rotten Tomatoes riceve l'84% delle recensioni professionali positive con un voto medio di 7,3 su 10 basato su 318 critiche, mentre su Metacritic ottiene un punteggio di 75 su 100 basato su 50 recensioni. Il pubblico ha particolarmente apprezzato Gary Oldman per la sua interpretazione del premier britannico.

## Riconoscimenti
- 2018 - Premio Oscar[18][19]
  - Miglior attore a Gary Oldman
  - Miglior trucco a David Malinowski, Lucy Sibbick e Kazuhiro Tsuji
  - Candidatura per il miglior film
  - Candidatura per la miglior fotografia a Bruno Delbonnel
  - Candidatura per la miglior scenografia a Sarah Greenwood e Katie Spencer
  - Candidatura per i migliori costumi a Jacqueline Durran
- 2018 - Golden Globe[20][21]
  - Miglior attore in un film drammatico a Gary Oldman
- 2018 - British Academy Film Awards[22][23]
  - Miglior attore protagonista a Gary Oldman
  - Miglior trucco e acconciatura a David Malinowski, Ivana Primorac, Lucy Sibbick e Kazuhiro Tsuji
  - Candidatura per il miglior film
  - Candidatura per il miglior film britannico
  - Candidatura per la migliore attrice non protagonista a Kristin Scott Thomas
  - Candidatura per la migliore colonna sonora a Dario Marianelli
  - Candidatura per la migliore fotografia a Bruno Delbonnel
  - Candidatura per la migliore scenografia a Sarah Greenwood e Katie Spencer
  - Candidatura per i migliori costumi a Jacqueline Durran
- 2018 - Screen Actors Guild Award[24][25]
  - Miglior attore a Gary Oldman
- 2017 - Washington D.C. Area Film Critics Association[26]
  - Miglior attore a Gary Oldman
- 2017 - San Diego Film Critics Society Awards[27]
  - Candidatura per il miglior attore a Gary Oldman
- 2017 - Chicago Film Critics Association[28]
  - Candidatura per il miglior attore a Gary Oldman
- 2018 - European Film Awards
  - Candidatura per il Premio del pubblico
- 2018 - Satellite Award[29][30]
  - Miglior attore a Gary Oldman
  - Candidatura per la migliore fotografia a Bruno Delbonnel
  - Candidatura per la miglior colonna sonora originale a Dario Marianelli
  - Candidatura per il miglior montaggio a Valerio Bonelli
  - Candidatura per il miglior suono
- 2018 - Critics' Choice Awards[31][32]
  - Miglior attore a Gary Oldman
  - Miglior trucco
  - Candidatura per il miglior film
  - Candidatura per la miglior colonna sonora
- 2018 - Art Directors Guild Awards[33]
  - Candidatura per la miglior scenografia in un film storico a Sarah Greenwood
- 2018 - AACTA Award[34]
  - Miglior attore a Gary Oldman
  - Candidatura per il miglior attore non protagonista a Ben Mendelsohn
- 2018 - ASC Awards[35]
  - Candidatura per la miglior fotografia a Bruno Delbonnel
- 2018 - VES Awards[36]
  - Candidatura per i migliori effetti visivi di supporto
- 2018 - Make-Up Artists and Hair Stylist Guild Award[37]
  - Miglior trucco per un film storico
  - Miglior effetti speciali per il trucco

## Casi legali
Nel 2020, lo sceneggiatore Ben Kaplan ha citato in giudizio Gary Oldman e la NBCUniversal accusandoli di aver copiato da una sua sceneggiatura: secondo Kaplan, la produzione sapeva dell'esistenza della sceneggiatura per un film su Winston Churchill e avrebbe utilizzato elementi della stessa per il film; l'accusa ricade anche sull'attore in quanto colpevole di aver letto la sceneggiatura in questione dichiarando però di non voler partecipare al film.